# Ohanes
Ohanes este o municipalitate din provincia Almería, Andaluzia, Spania, cu o populație de 766 locuitori.